# 小型運載火箭
小型運載火箭（英語：Small-lift launch vehicle）一般是指2,000公斤（4,400磅）以下近地轨道酬載能力的運載火箭。
小型運載火箭是每個國家在開發運載火箭時最基本的一步，在二戰期間，納粹德國便開發了一種名為V-2的火箭，其後這支火箭的技術更成為冷戰時期美國和蘇聯的太空競賽的基礎。鑑於運載火箭與彈道導彈的相似性，具備小型運載火箭技術的國家，便已經具備研發彈道導彈的初步基礎。目前成功製造的國家有俄羅斯、美國、法國、日本、中國、英國、印度、以色列、巴西、伊朗、和歐洲。

## 型號

### 服役中
- 俄羅斯航天國家集團（Roscosmos）—天箭運載火箭：2003年服役至今，有效酬載為1,400公斤（3,086磅）。
- 諾格創新系統（NGIS）—飛馬座運載火箭：1990年服役至今，有效酬載為443公斤（977磅）。
- 諾格創新系統（NGIS）—金牛座運載火箭：1994年服役至今，有效酬載為1,450公斤（3,197磅）。
- 諾格創新系統（NGIS）—米諾陶系列运载火箭：2000年服役至今，有效酬載為580-1,837公斤（1,279-4,050磅）。
- 火箭實驗室（Rocket Lab）—電子號火箭：2017年服役至今，有效酬載約為300公斤（660磅）。
- 螢火蟲太空（Firefly Aerospace）—螢火蟲阿爾法：2021年服役至今，有效酬載為1,030公斤（2,270磅）。
- 亞利安空間（Arianespace）—織女星運載火箭：2012年服役至今，有效酬載為1,430公斤（3,153磅）。
- 宇宙航空研究開發機構（JAXA）—艾普斯龙运载火箭：2013年服役至今，有效酬載為1,200公斤（2,600磅）。
- 中国航天科技集团（CASC）—长征六号运载火箭：2015年服役至今，有效SSO酬載為1,080公斤(2,381磅)。
- 中国航天科技集团（CASC）—长征十一号运载火箭：2015年服役至今，有效酬載為700公斤（1,543磅）。
- 中国航天科技集团（CASC）—捷龙一号运载火箭:2019年服役至今，有效SSO酬載為150公斤（330磅）。
- 中国航天科技集团（CASC）—捷龙三号運載火箭:2022年服役至今，有效SSO酬載為1,500公斤（3,300磅）。
- 航天科工火箭技術有限公司（Expace）—快舟一号运载火箭：2013年服役至今，有效SSO酬載為430公斤（950磅）。
- 航天科工火箭技術有限公司（Expace）—快舟一號A運載火箭：2017年服役至今，有效SSO酬載為200公斤（440磅）。
- 航天科工火箭技術有限公司（Expace）—快舟十一号運載火箭：2022年服役至今，有效酬載約為1500公斤（3300磅）。
- 星际荣耀（ISpace）—双曲线一号運載火箭：2019年服役至今，有效酬載為300公斤（660磅）。
- 星河动力（Galactic Energy）—谷神星一号運載火箭：2020年服役至今，有效酬載為350公斤（770磅）。
- 中科宇航（CAS Space）—力箭一號運載火箭:2022年服役至今，有效SSO酬載為1,500公斤（3,300磅）。
- 印度空間研究組織（ISRO）—小型衛星運載火箭（英语：Small Satellite Launch Vehicle）：2022年服役至今，有效酬載為500公斤（1102磅）。
- 以色列航太工業（IAI）—沙維特系列運載火箭：1988年服役至今，有效酬載為350-800公斤(770-1760磅)。
- 伊朗航天局（ISA）—凤凰 (火箭)：2016年服役至今，有效酬載為800公斤（1800磅）。
- 伊斯蘭革命衛隊—加賽德運載火箭：2020年服役至今，有效酬載為80公斤（180磅）。
- 伊斯蘭革命衛隊—騰飛100運載火箭（英语：Qaem 100）：2022年服役至今，有效酬載為80公斤（180磅）。
- 國家航空宇宙技術總局（NATA）—银河系列运载火箭：2009年服役至今，有效酬載為200公斤（440磅）。
- 國家航空宇宙技術總局（NATA）—千里馬1號運載火箭：2023年服役至今。

### 已退役
- 第一實驗設計局（OKB-1）—衛星號運載火箭：1957-1958年。
- 南方設計局（KB Pivdenne）/ 俄羅斯航天國家集團（Roscosmos）—宇宙3號M型運載火箭：1967-2010年，有效酬載為1,400公斤（3,086磅）。
- 赫魯尼契夫國家航天研製中心/ 俄羅斯航天國家集團（Roscosmos）—呼啸运载火箭：1990-2019年，有效酬載為1,950公斤（4,299磅）。
- 俄羅斯航天國家集團（Roscosmos）—波浪運載火箭：1995-2005年，有效酬載為100公斤（220磅）。
- 俄羅斯航天國家集團（Roscosmos）—静海运载火箭：1998-2006年，有效酬載為420公斤（926磅）。
- 俄羅斯航天國家集團（Roscosmos）—起飞运载火箭：1993-2006年，有效酬載為532公斤（1,173磅）。
- 馬丁公司—前鋒運載火箭（英语：Vanguard (rocket)）：1957-1959年，有效酬載為9公斤（20磅）。
- ATK—偵察兵火箭：1961-1994年，有效酬載為174公斤（384磅）。
- 麥道—三角洲0100運載火箭（英语：Delta 0100）：1972年，有效酬載為1,300公斤（2,866磅）。
- 麥道—三角洲1000（1900）：1973-1975年，有效酬載為1,800公斤（3,968磅）。
- 麥道—三角洲2000（2910）：1974-1981年，有效酬載為1,887公斤（4,160磅）。
- 麥道—三角洲3000：1975-1989年，有效酬載為816公斤（1,798磅）。
- 洛克希德·馬丁、ATK—雅典娜運載火箭（英语：Athena I）：1995-2001年，有效酬載為795公斤（1,753磅）。
- 洛克希德·馬丁、ATK—雅典娜-II運載火箭（英语：Athena II）：1998-1999年，有效酬載為1,800公斤（4,145磅）。
- 通用動力—擎天神-半人馬運載火箭：1962-1983年，有效酬載為1,134公斤（2,500磅）。
- 太空探索科技公司（SpaceX）—獵鷹1號運載火箭：2006-2009年，有效酬載為420公斤（926磅）。
- 阿斯特拉太空（Astra Space）—阿斯特拉運載火箭（英语：Astra Rocket）：SSO有效酬載為50（110磅）。
- SEREB—鑽石系列運載火箭：1965-1975年，有效酬載為107公斤（236磅）。
- 亞利安空間（Arianespace）—亞利安1號運載火箭：1979-1986年，有效酬載為1,400公斤（3,086磅）。
- 宇宙科學研究所（ISAS）—Lambda 4S（英语：Lambda 4S）：1966-1970年，有效酬載為26公斤（57磅）。
- 宇宙科學研究所（ISAS）—Mu系列運載火箭（3SII）：1971-1995年，有效酬載為770公斤（1,698磅）。
- 宇宙科學研究所（ISAS）—J-I運載火箭（英语：J-I）：1996年，有效酬載為1,000公斤（2,205磅）。
- 宇宙航空研究開發機構（JAXA）—M-V運載火箭：1997-2006年，有效酬載為1,850公斤（4,079磅）。
- 三菱重工（MHI）—N-I運載火箭：1975-1982年，有效酬載為1,200公斤（2,646磅）。
- 三菱重工（MHI）—H-I運載火箭：1986-1992年，有效酬載為1,400公斤（3,086磅）。
- 中華人民共和國航天工業部—長征一號運載火箭：1970-1971年，有效酬載為300公斤（661磅）。
- 中国航天科技集团（CASC）—長征一號D運載火箭：1995-2002年，有效酬載為750公斤（1653磅）。
- 上海航天技術研究院（SAST）—风暴一号運載火箭：1972-1981年，有效酬載為1500公斤（3300磅）。
- 中國航天科工集團（CASIC）—开拓者一号運載火箭：2002-2003年，有效酬載為100公斤（220磅）。
- 皇家航空研究院（RAE）—黑箭運載火箭：1969-1971年，有效酬載為73公斤（161磅）。
- 印度空間研究組織（ISRO）—衛星運載火箭：1971-1983年，有效酬載為40公斤（88磅）。
- 印度空間研究組織（ISRO）—加強衛星運載火箭：1987-1994年，有效酬載為150公斤（331磅）。
- 巴西空軍—衛星發射運載火箭：1989年發射成功，設計有效酬載為380公斤（838磅）。
- 伊朗航天局（ISA）—信使運載火箭：2008-2019年，有效酬載為50公斤（110磅）。
- 韓國航空宇宙研究院（KARI）—罗老运载火箭：2009-2013年，有效酬載為100公斤（220磅）。

### 中止開發
- 相對論空間（Relativity Space）—人族1號運載火箭：設計有效酬載為1,250（2,760磅），2023年首飛失敗。
- 零壹空間（OneSpace）—OS-M運載火箭：設計有效酬載為205（452磅），2019年首飛失敗。
- OTRAG（英语：OTRAG）—OTRAG運載火箭：設計有效酬載約為1,000（2,200磅），1977-1983年間多次試飛。

### 開發中
- 緯度公司（英语：Latitude (company)）—Zephyr：預計2025年首飛。
- 亞利安空間（Arianespace）—下一代亞利安（英语：Ariane Next）Mini
- 太空一號 (企業)（Space One）—KAIROS (火箭)：有效酬載約為250公斤（551磅），2024年首飞失敗。
- 星際科技—零號火箭：有效酬載為150（330磅）。
- 斯凱羅拉（英语：Skyrora）—斯凱羅拉XL運載火箭（英语：Skyrora XL）：有效酬載為315（694磅）。
- 天根航太（英语：Skyroot Aerospace）—維克拉姆運載火箭（英语：Vikram (rocket)）：有效酬載為480-815公斤（1,060-1,797磅）。
- 阿格尼庫爾公司（英语：AgniKul Cosmos）—阿格尼班運載火箭（英语：Agnibaan）：有效酬載約為100公斤（220磅）。
- 巴西空軍—VLM運載火箭（英语：VLM (rocket)）：有效酬載約為150公斤（330磅），預計2028年首飛。
- 伊朗國防和武裝部隊後勤部—祖勒賈納：有效酬載為250公斤（490磅）。
- 近地點航天（Perigee Aerospace）—藍鯨一號運載火箭：SSO有效酬載為170（370磅）。
- 創新空間（Innospace）—韓光-納米（英语：HANBIT-NANO）。
- 伊薩爾航太（Isar Aerospace）—光譜號火箭：有效酬載約為1,000公斤（2,200磅），2025年首飛失敗。
- RFA—RFA One（英语：RFA One）：有效酬載約為1,600（3,500磅），預計2025年首飛。
- HyImpulse（英语：HyImpulse）—SL1：預計2025年首飛。
- 吉爾摩空間技術公司（Gilmour Space）—Eris-1運載火箭：有效酬載為300（660磅），2025年首飛失敗。
- 台灣晉陞太空（TiSPACE）—飛鼠五號運載火箭：有效酬載約為390（860磅）。[2][3]
- 國家太空中心（TASA）—入軌火箭（尚無確切命名）：有效酬載約為200（440磅），預計2030年首飛。[4]
- PLD太空（PLD Space）—Miura 5：有效酬載為1,080公斤（2,380磅），預計2026年首飛。
- 國家太空活動委員會（CONAE）—特羅納多運載火箭（英语：Tronador (rocket)）：有效酬載約為250公斤（551磅），預計2029年首飞。